# Доспат (община)
Вижте пояснителната страница за други значения на Доспат.
Община Доспат се намира в Южна България и е една от съставните общини на област Смолян. От 2015 г. Кмет на Община Доспат е инж. Елин Радев.

## География

### Географско положение, граници, големина
Общината се намира в най-западната част на област Смолян. С площта си от 282,697 km2 е 5-а по големина сред 10-те общини на областта, което съставлява 8,85% от територията на областта. Границите ѝ са следните:
- на изток – община Борино;
- на юг – Гърция;
- на запад – община Сатовча, област Благоевград;
- на северозапад – община Сърница, област Пазарджик;
- на север – община Батак, област Пазарджик.

### Природни ресурси

#### Релеф
Релефът на общината е средно и високо планински и се простира в югозападната част на Западните Родопи.
На нейната територия попадат участъци от три орографски единици, които са съставни части на Западните Родопи.
На север, в пределите на общината попада крайната, най-висока западна част на Девинска планина. На 2 km южно от язовир Широка поляна, на границата с община Батак се издига връх Пчеларница 1688,5 m, най-високата точка на планината и на общината.
От северозапад на югоизток, североизточно и източно от долината на река Доспат се простира участък от най-дългия родопски рид – Велийшко-Виденишкия дял. Югозападно от село Змеица, на границата с община Борино се издига връх Виденица (Гьоз тепе, 1652,5 m), а на около 3 km североизточно от град Доспат – връх Даа (1652,6 m).
Най-западния район на общината, попадащ в големия завой на река Доспат се заема от крайните югоизточни разклонения на най-западния родопски рид – Дъбраш, представен тук с най-високите си части – Беслетското било. Югоизточно от язовир Доспат се намира най-високата му точка на територията на община Доспат – 1610,4 m.
Минималната височина на община Доспат от 574 m н.в. се намира в крайния ѝ югозапад, на границата с Гърция, в коритото на река Доспат.

#### Води
Основна водна артерия на община Доспат е река Доспат (ляв приток на Места). Западно от град Доспат на реката е изградена преградната стена на втория по големина български язовир – Доспат, като в пределите на общината попада неговата долна, югоизточна половина. След изтичането си от язовира реката завива на юг, преминава през къса теснина и навлиза от север в малката Барутинска котловина. След устието на най-големия си приток Сърнена река (Караджадере) Доспат завива на югозапад и навлиза в тесен пролом със стръмни и голи склонове. При разклона за селата Црънча и Бръщен прави завой на запад, след 3 км – на северозапад, а при устието на Осинска река – остър завой на юг. Оттук нататък долината ѝ добива проломен характер и по нея преминава участък от границата с община Сатовча. На около 4 km югозападно от село Бръщен реката навлиза в гръцка територия.
Втората по значение река в общината е Сърнена река (Караджадере, 39,2 km), ляв приток на река Доспат. Нейното горно течение се намира на територията на община Батак и навлиза в община Доспат там където и Републикански път II-37 навлиза в нея. Тече в югоизточна посока в дълбока гъсто залесена долина. Западно от село Змеица остро завива на югозапад, като долината ѝ се разширява и склоновете ѝ са заети от обработваеми земи. Минава южно от село Късак, навлиза в малката Барутинска котловина и в село Барутин се влива отляво в река Доспат.

## Население

### Етнически състав (2011)
Численост и дял на етническите групи според преброяването на населението през 2011 г.:
|                     | Численост | Дял (в %) |
| Общо                | 9116      | 100,00    |
| Българи             | 4469      | 49,02     |
| Турци               | 65        | 0,71      |
| Цигани              | 31        | 0,34      |
| Други               | 309       | 3,39      |
| Не се самоопределят | 290       | 3,18      |
| Неотговорили        | 3952      | 43,35     |

### Движение на населението (1934 – 2021)
| Община Доспат                                 | Община Доспат | Община Доспат | Община Доспат | Община Доспат | Община Доспат | Община Доспат | Община Доспат | Община Доспат | Община Доспат | Община Доспат | Община Доспат |
| --------------------------------------------- | ------------- | ------------- | ------------- | ------------- | ------------- | ------------- | ------------- | ------------- | ------------- | ------------- | ------------- |
| Година                                        | 1934          | 1946          | 1956          | 1965          | 1975          | 1985          | 1992          | 2001          | 2011          | 2021          |               |
| Население                                     | 4140          | 5372          | 6370          | 8696          | 8845          | 9754          | 10489         | 10276         | 9116          | 7510          |               |
| Източници: Национален Статистически Институт, |               |               |               |               |               |               |               |               |               |               |               |

### Населени места
Общината има 8 населени места с общо население от 7510 жители към 7 септември 2021 г.
| Населено място | Население (2023 г.) | Площ на землището km2 | Забележка (старо име) | Населено място | Население (2023 г.) | Площ на землището km2 | Забележка (старо име)           |
| -------------- | ------------------- | --------------------- | --------------------- | -------------- | ------------------- | --------------------- | ------------------------------- |
| Барутин        | 1495                | 54,946                |                       | Късак          | 786                 | 38,231                | Касъка                          |
| Бръщен         | 823                 | 30,914                |                       | Любча          | 772                 | 20,037                |                                 |
| Доспат         | 2067                | 69,196                |                       | Црънча         | 543                 | 11,963                |                                 |
| Змеица         | 1144                | 34,643                | Аланджиево            | Чавдар         | 276                 | 22,767                | Чавдар махле, Чавдарица         |
|                |                     |                       |                       | ОБЩО           | 7906                | 282,697               | няма населени места без землища |

## Административно-териториални промени
- МЗ № 2820/обн. 14.08.1934 г. – преименува с. Аланджиево на с. Змеица;

– преименува с. Касъка на с. Късак;
– преименува с. Чавдар махле на с. Чавдарица;
- Указ № 1942/обн. 17.09.1974 г. – признава с. Доспат за гр. Доспат;
- Указ № 2932/обн. 30.09.1983 г. – преименува с. Чавдарица на с. Чавдар;
- Указ № 3005/обн. 09.10.1987 г. – отделя селата Бръщен и Црънча (Област Смолян) и техните землища от Община Сатовча, област Благоевград и ги присъединява към Община Доспат, област Смолян.

## Транспорт
През общината преминават частично 3 пътя от Републиканската пътна мрежа на България с обща дължина 50,3 km:
- последният участък от 21,6 km от Републикански път II-37 (от km 204 до km 225,6);
- участък от 24,5 km от Републикански път III-197 (от km 39,7 до km 64,2);
- последният участък от 4,2 km от Републикански път III-843 (от km 56,7 до km 60,9).

## Топографска карта
- Лист от карта K-35-73. Мащаб: 1 : 100 000.
- Лист от карта K-35-85. Мащаб: 1 : 100 000.